# Лампа Деві
|            |  |
| Лампа Деві |  |

Лампа Деві — джерело освітлення, призначена для роботи у вибухонебезпечному газовому середовищі, у тому числі у вугільних шахтах, де може скупчуватися метан.
Винайдена англійським фізиком Гемфрі Деві 1815 року і являє собою олійну, гасову або карбідну лампу, у якій полум'я закрито металевою сіткою — сіткою Деві, товщина, розмір чарунок і теплоємність матеріалу підібрані таким чином, щоб при займанні горючого газу, що потрапляє всередину сітки, горіння не поширювалося назовні і не викликало вибух газоповітряної суміші.
З деяким ступенем допущення лампу Деві можна назвати одним з перших газоаналізаторів, що сигналізують про присутність в атмосфері горючих газів своїм нерівномірним горінням, яке супроводжується спалахами і хлопками. Значення цього винаходу, який зберіг безліч людських життів, складно переоцінити.
Оскільки виділення метану було характерним для багатьох шахт Донбасу, то для освітлення використовували вибухобезпечні лампи англійського хіміка Г. Деві (або їх аналоги). На гірничих лампах добільшовицього часу карбували напис — «Бог у поміч». Ця фраза була традиційним привітанням шахтарів Донбасу, різними слов'янськими мовами її використовували гірники усієї Східної Європи.